# Gray Davis
Joseph Graham Davis, detto Gray (New York, 26 dicembre 1942), è un politico e avvocato statunitense, governatore della California dal 1999 al 2003.

## Biografia
Nato a New York, Davis si trasferì in California da bambino. Dopo aver studiato legge a Stanford e alla Columbia University, Davis compì il servizio militare nell'esercito e combatté anche nella guerra del Vietnam. Per questi meriti fu insignito della Bronze Star Medal. Tornato in patria, Davis cominciò ad impegnarsi politicamente con il Partito Democratico e dopo alcuni piccoli incarichi, nel 1992 decise di candidarsi al Senato. Tuttavia Davis affrontò le primarie in modo scorretto, puntando a svilire l'avversaria Dianne Feinstein e arrivando a paragonarla alla truffatrice multimilionaria Leona Helmsley. Questa campagna elettorale si rivelò un'arma a doppio taglio, dato che la Feinstein prevalse nettamente su Davis e alla fine venne eletta senatrice.
Nel 1994 però Davis concorse alla carica di vicegovernatore della California e riuscì a farsi eleggere. Nel 1998 si candidò a governatore e venne eletto, sconfiggendo il repubblicano Dan Lungren. La popolarità di Davis cominciò a calare verso la fine della sua legislatura, ma nonostante ciò lui si ricandidò per un secondo mandato. La competizione fu molto aspra e alla fine Davis venne rieletto con uno stretto margine. A luglio dell'anno successivo un cospicuo numero di firme consentì agli elettori di chiedere una revoca del mandato di Davis, che dovette affrontare una "revoca degli eletti", cioè un'elezione per decidere se riconfermarlo o rimuoverlo dall'incarico. Oltre il 50% degli elettori votò per la rimozione di Davis e al suo posto venne eletto governatore il noto attore Arnold Schwarzenegger. Dopo aver abbandonato la politica, Davis è tornato a svolgere la professione di consulente legale.